# Pride Photo Award

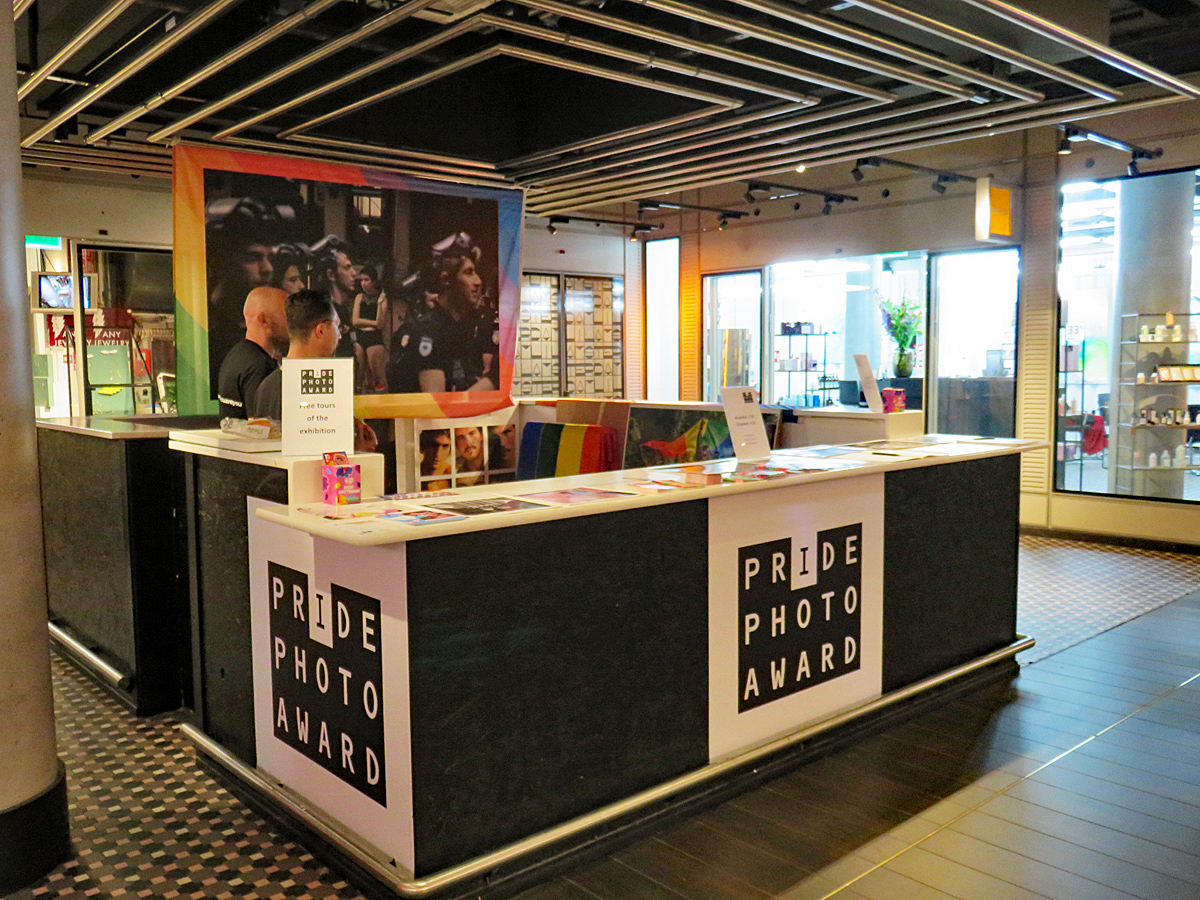
Informatiestand bij de Pride Photo Award-tentoonstelling in de Lil’ Amsterdam Passage van Station Amsterdam Centraal in 2019

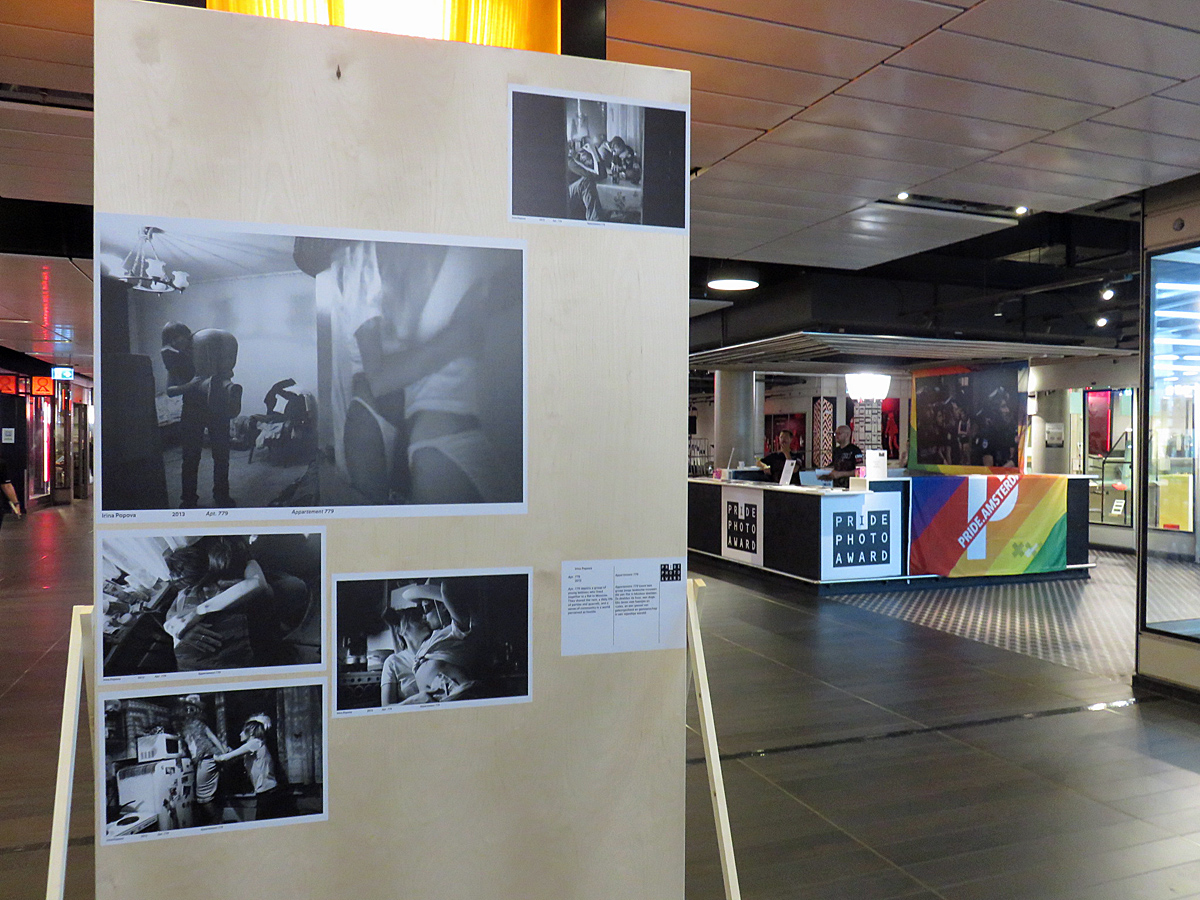
Tentoongestelde foto's van de Pride Photo Award in de Lil’ Amsterdam Passage van Station Amsterdam Centraal in 2019

De Pride Photo Award is een internationale prijs voor fotografie waarbij lesbiennes, homoseksuelen, biseksuelen en transgenders (lhbt'ers) centraal staan om daarmee seksuele en genderdiversiteit tot uitdrukking te brengen. De wedstrijd is een initiatief van COC Amsterdam, IHLIA LGBT Heritage en de stichting Homomonument.
De inzendingen worden beoordeeld door een jury en de winnaars worden jaarlijks in september bekendgemaakt. De winnende foto's worden een maand lang in de Oude Kerk in Amsterdam tentoongesteld en zijn tijdens evenementen zoals de Amsterdam Gay Pride ook op andere locaties in de stad te zien.
De eerste Pride Photo Award vond plaats in februari 2010, toen nog met een selectie van fotowerk van eerdere projecten op het gebied van lhbt-diversiteit. De eerste wedstrijd ging in het voorjaar van 2011 van start.
In 2016 stuurden fotografen uit 70 landen zo'n 3700 foto's in voor de categorieën Stories, Single Images, Insiders/Outsiders (het thema van dat jaar) en de open categorie. Als gevolg van organisatorische veranderingen en financiële problemen kon de fotowedstrijd in 2017 niet doorgaan.
De eerstevolgende editie vond plaats in 2019, waarbij vanaf juni foto's konden worden ingezonden en in september de winnaar bekend gemaakt wordt. Tussentijds is van 2 juli t/m 4 augustus een tentoonstelling in de Lil’ Amsterdam Passage van Station Amsterdam Centraal waarbij winnende foto's uit eerdere jaren worden getoond die passen binnen het thema "Remember the Past, Create the Future" van Pride Amsterdam.
De 2021 buiten tentoonstelling begint in mei 2021, en het is tevens de start van een landelijke toer, waarbij de LHBTQ+ tentoonstelling tot half november 2021 op negen verschillende plekken in Nederland te zien zal zijn. Zo zullen de foto’s naast vijf locaties in Amsterdam, ook geëxposeerd worden in o.a. Groningen, Maastricht en Assen.
Vanwege corona kon de geplande 2020 Pride Photo expositie in november niet doorgaan. Om de winnende foto’s toch met het grote publiek te delen is er voor gekozen ze in de buitenlucht te exposeren. De tentoonstelling bestaat uit 20 grote panelen met daarop een selectie uit de ruim 2.500 afbeeldingen die vanuit 40 landen werden ingestuurd voor de Pride Photo Award 2020. 